# Thanatos

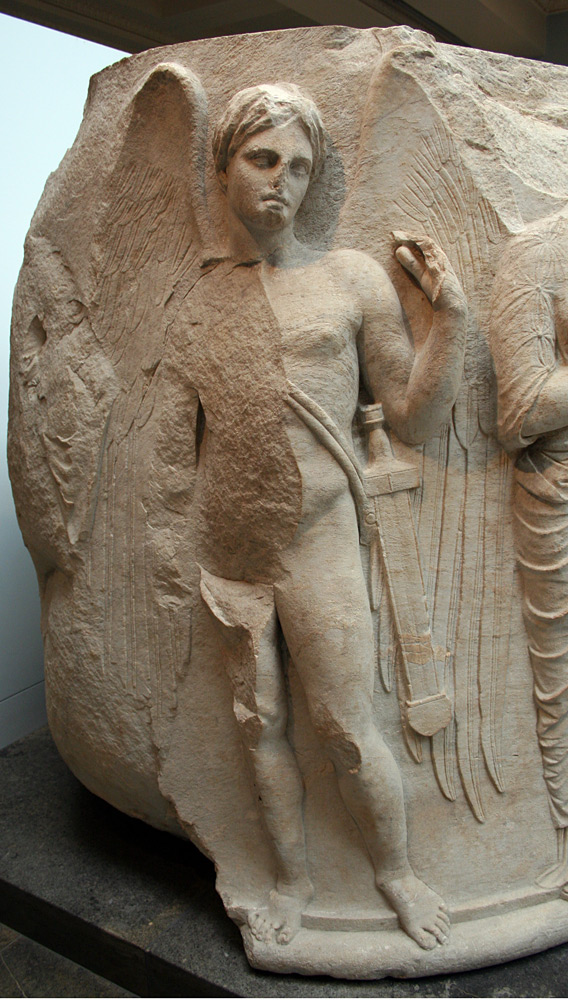
Thanatos. Detail van een zuilvoet van de Tempel van Artemis in Efeze. Ca. 325-300 v.Chr.

Thanatos (Oudgrieks: Θάνατος, 'dood') is een figuur uit de Griekse mythologie. Hij is de personificatie van de Dood. Zijn Romeinse tegenhanger is Mors of Letus. Thanatos is een zoon van Nyx (de Nacht) en tweelingbroer van Hypnos (de Slaap). In de Europese kunst wordt Thanatos voorgesteld als een ernstige, gevleugelde jongeman die een zwaard of een omgekeerde, gedoofde fakkel in zijn hand houdt. In Euripides' drama Alkestis (438 v.Chr.) wordt Thanatos ten tonele gevoerd. Hij wordt beschreven als gevleugelde figuur met een zwaard. Iedere sterveling die hij daarmee raakte was gedoemd naar de Hades af te dalen (verzen 74-76).
Thanatos heeft nooit een belangrijke rol in de mythologie gespeeld, waarschijnlijk omdat hij overschaduwd werd door Hades, de god van de onderwereld. Hij stond ook slecht aangeschreven in de Oudheid en zou zelfs bij de goden gehaat zijn. Zijn taak bestond erin om de doden naar de onderwereld te brengen, als de Erinyen dat al niet gedaan hadden.
Thanatos zou een dochter Erinys gehad hebben.

## Doorwerking
- Het woord 'thanatos' leeft nog voort in de Nederlandse woorden euthanasie, thanatofobie, thanatopraxie en thanatoerisme.
- Thanatos komen we ook tegen in de driftenpsychologie van Freud. Thanatos vertegenwoordigt de doodsdrift.

Apate · Eris · Geras · Hypnos · Momus · Moros · Nemesis · Philotes · Thanatos